# ووتر ويسليس
ووتر ويسليس هو سياسي جنوب أفريقي، ولد في 18 مارس 1985 في إيست لندن في جنوب أفريقيا. نشط حزبياً في Freedom Front Plus ‏. في 2019 South African general election ‏، انتخب عضو الجمعية الوطنية لجنوب أفريقيا ‏ وقد انضم خلال فترته النيابية ‏ (22 مايو 2019 – ) للكتلة البرلمانية Freedom Front Plus ‏ وانتخب عضو الجمعية الوطنية لجنوب أفريقيا ‏ وقد انضم خلال فترته النيابية ‏ (1 ديسمبر 2017 – 7 مايو 2019) للكتلة البرلمانية Freedom Front Plus ‏.